# Scaphiophryne gottlebei
Scaphiophryne gottlebei é uma espécie de anuro da família Microhylidae, sendo originário de Madagascar. É capaz de inchar ao se sentir ameaçado, podendo escalar superfícies rochosas verticais. É encontrado geralmente em áreas abertas e rochosas, como florestas secas e vegetações úmidas em cânions. É uma espécie com hábitos fossoriais, vivendo principalmente em buracos em paredes de cânions em Isalo Massif. Possui uma reprodução explosiva, com vários indivíduos chegando ao mesmo tempo no local. Está ameaçado de extinção devido as mudanças climáticas e o uso como animal doméstico.